# Richard Chapman Weldon
Pour les articles homonymes, voir Weldon.
Richard Chapman Weldon (1849 - 1925) est un professeur, un avocat et un homme politique canadien du Nouveau-Brunswick.

## Biographie
Richard Chapman Weldon naît le 19 janvier 1849 dans la paroisse de Sussex au Nouveau-Brunswick. Il suit des études à l'Université Mount Allison, obtient une licence en arts en 1866 et commence à enseigner pendant 2 ans. Il part ensuite étudier à l'Université Yale à New Haven dans le Connecticut pendant 1 an, revient à Mount Allison pour une année, y décroche une Maîtrise en arts en économie en 1870, puis poursuit ses études à nouveau à Yale avec un doctorat en science politique en 1872 et parfait sa formation par du Droit international à la Ruprecht Karl Universität de Heidelberg, en Allemagne. Il devient alors professeur à Mount Allison et, parallèlement, entre au Barreau 9 décembre 1884.
Il se lance peu de temps après en politique et est élu député conservateur de la circonscription d'Albert le 22 février 1887. Il est réélu aux élections suivantes en 1891, mais perd son siège en 1896 et est à nouveau battu en 1900. Il tente alors sa chance dans la circonscription de Shelburne et Queen's en Nouvelle-Écosse, mais il est là aussi battu et il met fin à sa carrière politique.
Il est mort le 26 novembre 1925 à Dartmouth, en Nouvelle-Écosse.